# フィジー人魚
フィジー人魚（Fiji mermaid, Feejee mermaid）は、猿の子供の上半身を魚につなぎ合わせた物体。人魚の一種として見世物にされた。フィジー近海で捕獲された、ということになっている。
存在の連鎖が信奉されていた17世紀頃までは、海中にも陸上のそれと対応する動物たちが存在するという世界観に従い、人魚の存在も当然視されていた。人魚の標本も多数残されている（にせもの）。18世紀になると人魚の実在性は否定されるが、生きている、または死骸の人魚は19世紀を通じて各地で報告された。フィジー人魚もそのうちの一つであり、好評を博すことにより類似のにせものが多数出現する原因を作った。ここでは、P. T. バーナムのオリジナルについて述べる。

## 特徴
下半身には魚の鱗、垂れ下がった乳房を持つ上半身には動物の毛が生えている。口は大きく開いて、歯はむき出し。右手は右頬と向い合せ、左手は左頬を下から挟み込む
。

## 来歴
1810年頃、日本人によって製作される。
1822年、アメリカ人船長Samuel Barrett Edesが、日本人船員からこの“人魚”を購入、船の必要経費から6000ドルを支出したとバーナムは記述するが、異聞ではアメリカ人の捕鯨船操業者がオランダ領インドネシアのバタヴィアにて5000ドルで購入したとされている。
（この点については、長崎出島のオランダ商館に1820–1829年まで滞在し荷倉役をつとめたヨハネス・フレデリック・ファン・オーフェルメール・フィッセルの著書『日本風俗備考』における証言が参考となる。フィッセルによれば、こしらえた人魚は工房から 30両（theilen）すなわち60グルデンで買えるが、バタヴィアでは, 2000スペインドルで転売できると知った。その儲け話にあやかろうと興味を見せたところ、二頭人や腹に顔がある人、悪魔の頭をした人、双頭竜などを見せられた。これをいくつか見繕って、のちにデン・ハーグ市にある自宅のキャビネットに収まったとしている）。
同1822年、Mirror紙に広告が打たれ、人魚はロンドンで展示される。
イーディス船長の息子に“人魚”が譲渡されると、ボストン・ミュージアムのM. キンボールに売却された（1842年）。
同年夏、P・T・バーナムに見せるためニューヨークに持っていかれる。バーナムは、人魚の信ぴょう性は保証できないとする博物学者の鑑定を得ていた。にもかかわらず、バーナムはこれでミュージアムに客を呼べると信じた。キンボールは依然として“人魚”の単独所有者だったので、バーナムは週当たり12ドル50セントで借り受けた。
ニューヨークの新聞各紙に「Dr. J. Griffinが南米で捕獲した」と強く主張する匿名の手紙を送り、この物体を宣伝した。実際にはグリフィン博士は、バーナムの仲間のLevi Lymanがなりすましたキャラクターだった。
バーナムは1842年、「バーナムのアメリカ博物館」でこれを展示する。アメリカ博物館の売り上げは1万2341ドルと、前月の1272ドルを大きく上回った。
南部の州で少しの間展示されたのち、続く20年間はキンボール（ボストン）とバーナム（ニューヨーク）の博物館で交互に展示される。1859年6月、ボストンに移動。“人魚”がどこにあったか確実にわかっている最後の日付である。一説に、1865年にバーナムの博物館が火災に遭ったとき焼失したというが、これはありそうもない。このとき“人魚”はボストンにあった。おそらく、1880年代初頭にキンボールの博物館の火災で失われた。